# Колмаковский сельсовет
Колмаковский сельсовет — сельское поселение в Убинском районе Новосибирской области Российской Федерации.
Административный центр — село Новосёлово.

## История
Статус и границы сельского поселения установлены Законом Новосибирской области от 2 июня 2004 года № 200-ОЗ «О статусе и границах муниципальных образований Новосибирской области»

## Население
| 2002 | 2010 | 2012 | 2013 | 2014 | 2015 | 2016 |
| ---- | ---- | ---- | ---- | ---- | ---- | ---- |
| 672  | ↘522 | ↘495 | ↘466 | ↘465 | ↘456 | ↗463 |
| 2017 | 2018 | 2019 | 2020 | 2021 |      |      |
| ↘447 | ↘430 | ↘409 | ↘391 | ↘377 |      |      |

## Состав сельского поселения
| № | Населённый пункт | Тип населённого пункта       | Население |
| - | ---------------- | ---------------------------- | --------- |
| 1 | Клубничный       | посёлок                      | ↘87       |
| 2 | Колмаково        | село                         | ↘83       |
| 3 | Новосёлово       | село, административный центр | ↘352      |